# Гагара полярна

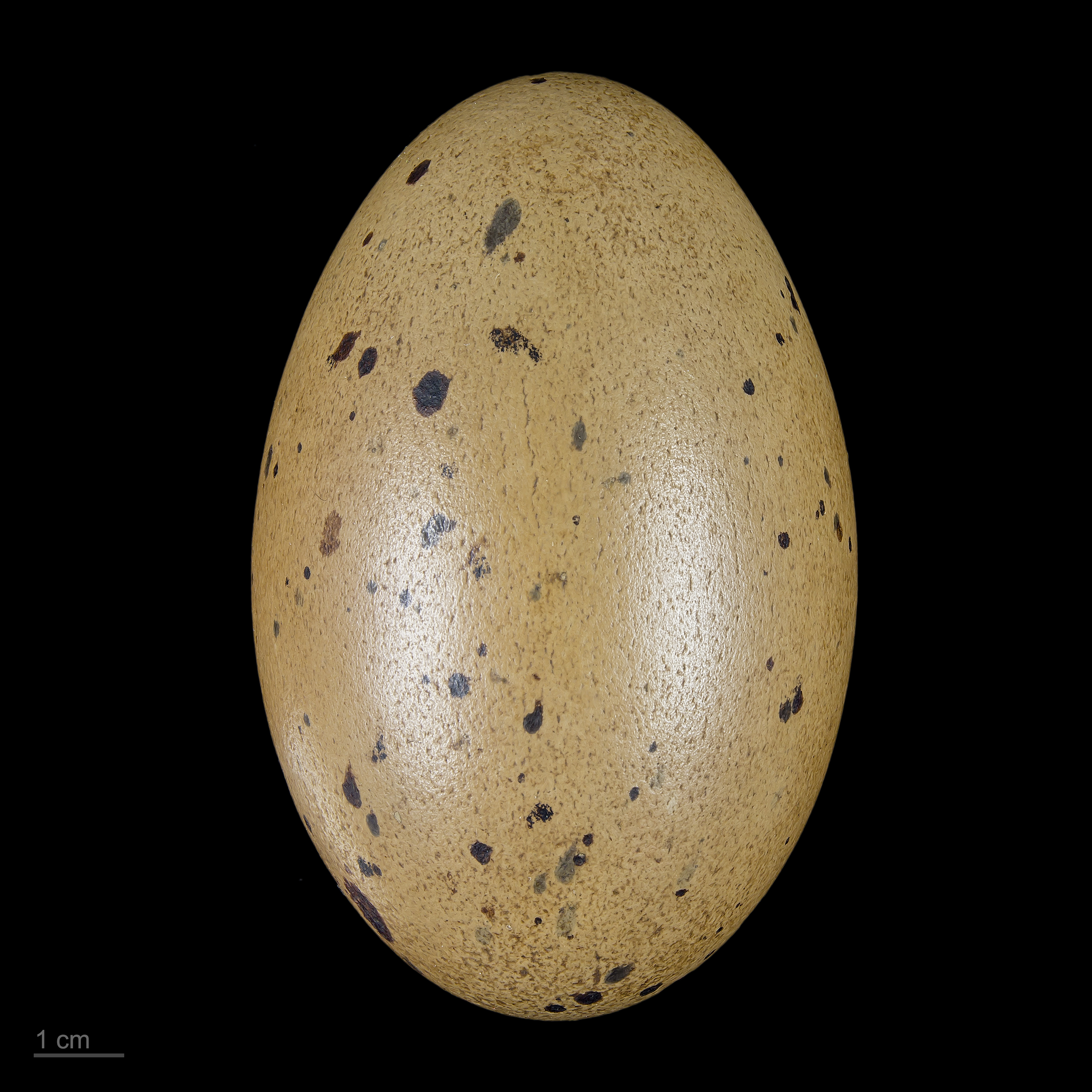
яйце Gavia immer - Тулузький музей

Гагара полярна (Gavia immer) — водоплавний птах із роду гагара.

## Опис

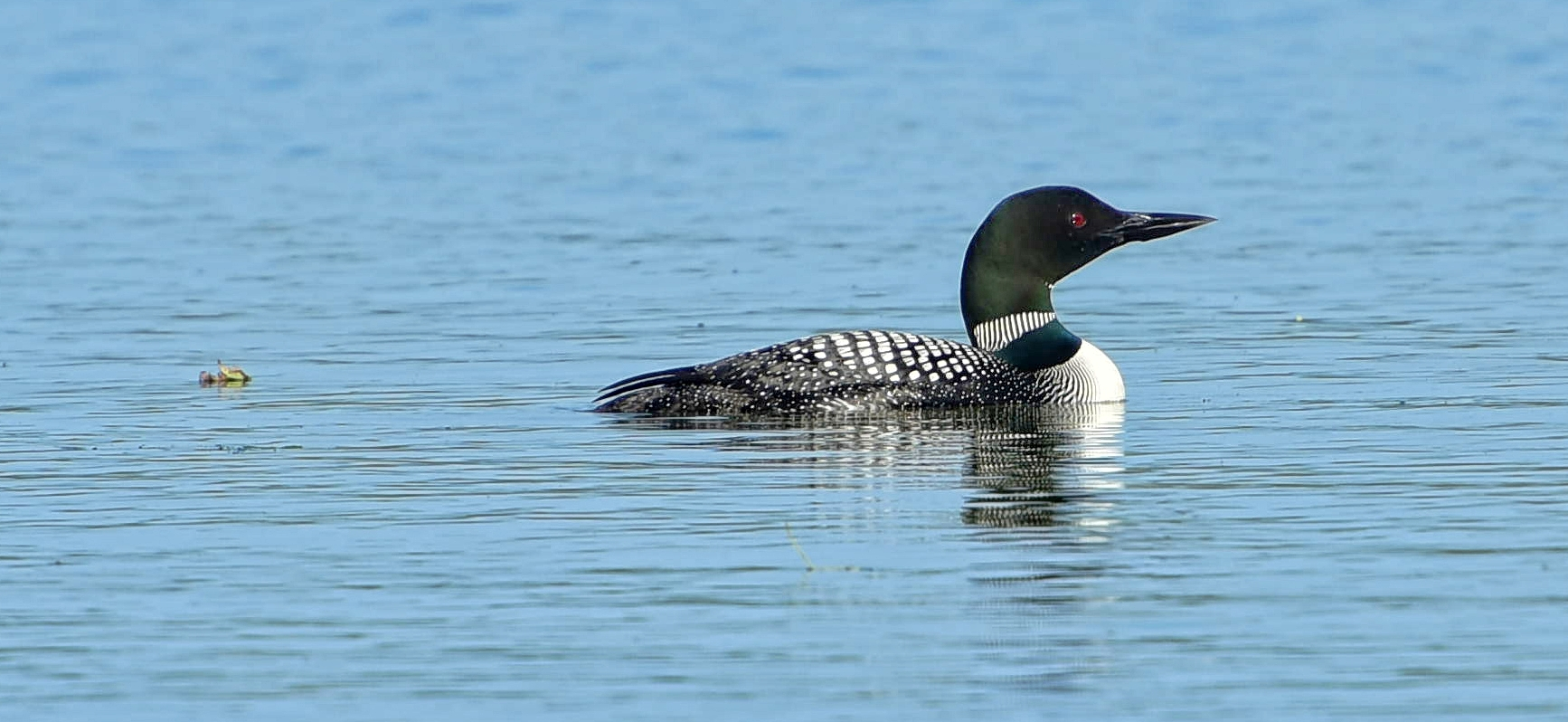
Гагара — вправний плавець і пірнальник³

Один з найбільших представників у родині гагарових. Маса тіла 3,6-4,6 кг, довжина тіла 68-91 см, розмах крил 127—147 см. У дорослого птаха в шлюбному вбранні голова, горло, шия, махові і стернові пера чорні, голова і шия з синьо-зеленим металічним полиском; на межі горла і вола вузька чорно-біла смуга; на боках шиї чорно-білі плями; спина, плечі і покривні пера крил чорні з білими цятками і плямами; низ білий; верхня частина боків тулуба чорна з білими цятками; підхвістя чорне; дзьоб чорний; ноги темно-бурі; райдужна оболонка ока червонувато-бура; у позашлюбному вбранні верх сірувато-бурий, на спині і плечах світла смугастість; на нижній частині шиї розірваний спереду темний «нашийник»; низ білий; дзьоб сірий. Молодий птах подібний до дорослого у позашлюбному оперенні, але пера спини і плечей зі світлою облямівкою; райдужна оболонка ока темно-коричнева.

## Поширення
Ареал: північна частина Північної Америки та західне узбережжя Європи. 
В Україні рідкісний залітний птах.